# Szymon Ligarzewski
Szymon Jacek Ligarzewski (* 8. September 1974) ist ein polnischer ehemaliger Handballtorwart.
Er war aktiv bei den polnischen Vereinen Śląsk Wrocław und MKS Lublin und von 1998 bis 2004 beim deutschen Verein VfL Fredenbeck. Anschließend spielte er u. a. bei GAZ-SYSTEM Pogoń Szczecin. Ab Februar 2015 stand er beim deutschen Drittligisten Stralsunder HV unter Vertrag. 2017 beendete er seine Karriere. Aktuell ist er Jugend-Torwarttrainer beim Stralsunder HV.
Mit dem MKS Lubin spielte er in der Saison 2005/06 im Europapokal der Pokalsieger und 2006/07 im EHF Challenge Cup, in der Saison 1997/98 spielte er mit Śląsk Wrocław in der EHF Champions League.